# 青春の街
「青春の街」（せいしゅんのまち）は、松山千春が2005年5月18日にリリースした57枚目のシングル。

## 解説
ベスト・アルバム『起承転結10』と同時発売されたが、2曲ともに未収録。

## 収録曲
| 全作詞・作曲: 松山千春、全編曲: 夏目一朗。 |                            |          |            |      |
| #                                          | タイトル                   | 作詞     | 作曲・編曲 | 時間 |
| 1.                                         | 「青春の街」               | 松山千春 | 松山千春   | 4:19 |
| 2.                                         | 「水溜まり」               | 松山千春 | 松山千春   | 3:48 |
| 3.                                         | 「青春の街」(Instrumental) | 松山千春 | 松山千春   | 4:21 |
| 合計時間:                                  | 合計時間:                  | 12:28    |            |      |